# 白莲洞遗址
24°12′53″N 109°25′39″E / 24.21472°N 109.42750°E
白莲洞遗址位于中国广西壮族自治区柳州市鱼峰区柳石路472号，2006年被列为第六批全国重点文物保护单位，已设立白莲洞古人类遗址博物馆、白莲洞洞穴科学博物馆。
白莲洞是一个天然溶洞，有上下两个洞口，全长1870多米，面积约7000多平方米，洞穴底层有全长370多米的地下河。
白莲洞遗址离著名的柳江人化石出土点通天岩约2公里。1956年裴文中率队发现此洞，并于洞中发现零星的文化遗物，经贾兰坡鉴定，认为这些文化遗物属旧石器时代晚期。自后又陆续进行了小型清理和发掘，时有文化遗物和动物化石发现。考古共获得30多个绝对年代数据，跨度达到37000-7000年。考古发掘出石器500多件、人牙化石2枚、动物骨胳化石3500多件、人类用火遗迹2处。发现有白莲洞人牙化石一枚，为左侧第三下臼齿化石。发现的白莲洞人约生活在5万年以前。

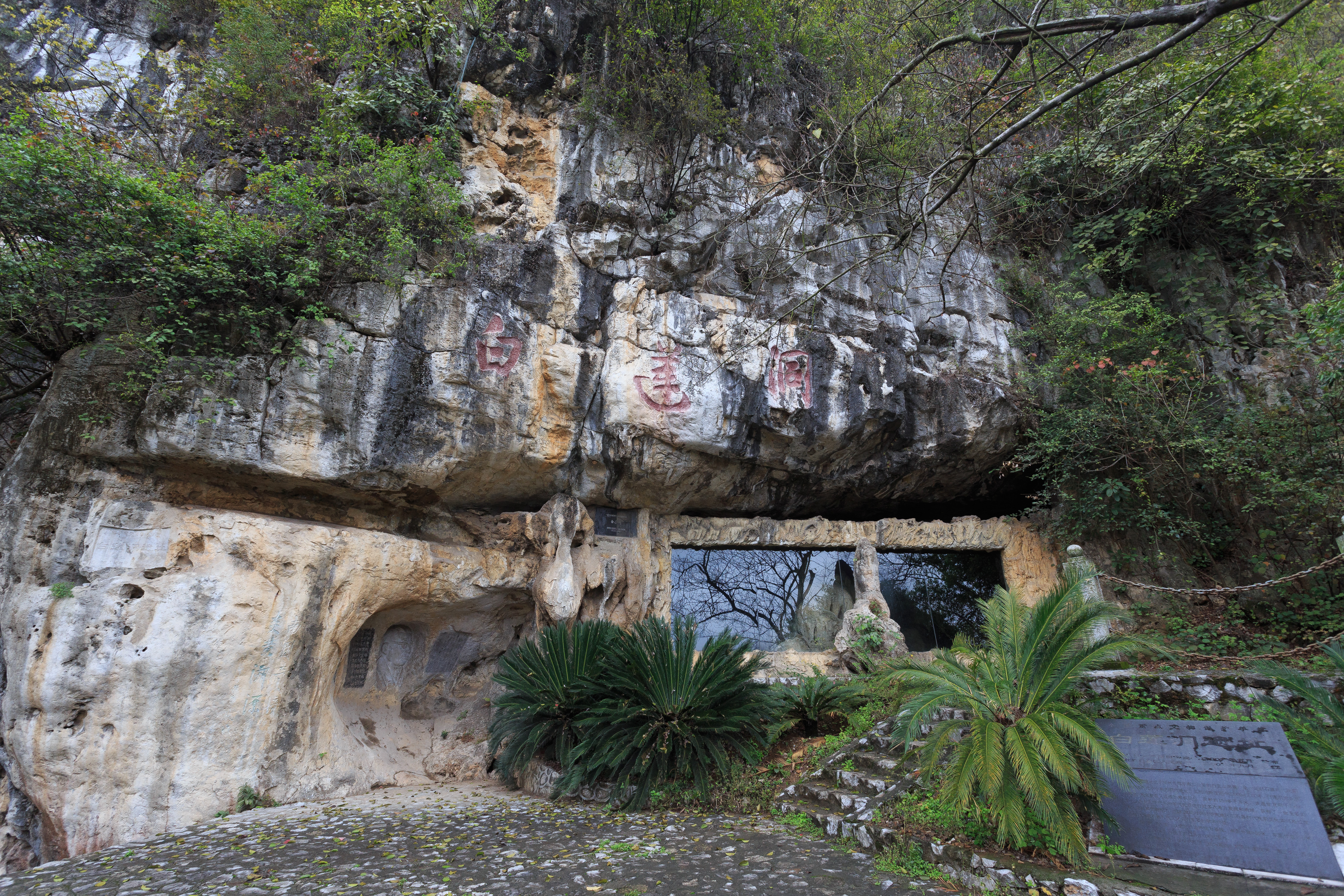
白莲洞上洞口